# Erskine Records
Az Erskine Records Limited brit lemezkiadó, amelyet Harry Styles angol énekes alapított. Styles a kiadó tulajdonosa, és Emma Springgel együtt igazgatója.

## Előadók
- Harry Styles (alapító)
- Mitch Rowland[3]

## Diszkográfia

### Stúdióalbumok
Harry Styles
- Harry Styles (2017)
- Fine Line (2019)
- Harry’s House (2022)

Mitch Rowland
- Come June[4][a] (2023)